# 8e armée (France)
Pour les articles homonymes, voir Armée de Belgique et 8e armée.
La 8e armée française est une unité de l'armée de terre française qui a combattu durant les première et seconde guerres mondiales.

## Première Guerre mondiale
Au cours de la Première Guerre mondiale, il y eut deux 8e armées différentes, l'une entre le 16 novembre 1914 et le 4 avril 1915, par changement d'appellation du détachement d'armée de Belgique ; l'autre du 2 janvier 1917 au 11 novembre 1918 par changement d'appellation du détachement d'armée de Lorraine.

### Création et différentes dénominations
- 22/10/1914 : détachement d'Armée de Belgique
- 16/11/1914 : renommé 8e Armée
- 4/04/1915 : détachement d'Armée de Belgique

- 11/03/1915 : détachement d'Armée de Lorraine
- 2/01/1917 : renommé 8e Armée

### Les chefs de la8eArmée
Détachement d'Armée de Belgique
- 20/10/1914 : Général d'Urbal
- 2/04/1915 - 22/05/1915 : Général Putz

Détachement d'Armée de Lorraine
- 9/03/1915 :  Général Humbert
- 24/07/1915 : Général Gérard
- 05/11/1915 : Général Deprez
- 31/12/1916 - 12/10/1919 : Général Gérard

### Composition au 20 octobre 1914
- Groupe des divisions territoriales (général Brugères)
  - 89e division d'infanterie territoriale
  - 87e division d'infanterie territoriale
- 2e Corps de Cavalerie (général de Mitry)
  - 4 divisions
- Brigade des fusiliers marins (contre-amiral  Ronarc'h)

#### Renfort au 23 octobre 1914
- 42e division d'infanterie (général Grossetti)

#### Renfort au 29 octobre 1914
- 32e corps d'armée
  - 38e division d'infanterie
    - 15e brigade d'infanterie

### Historique des garnisons, campagnes et batailles

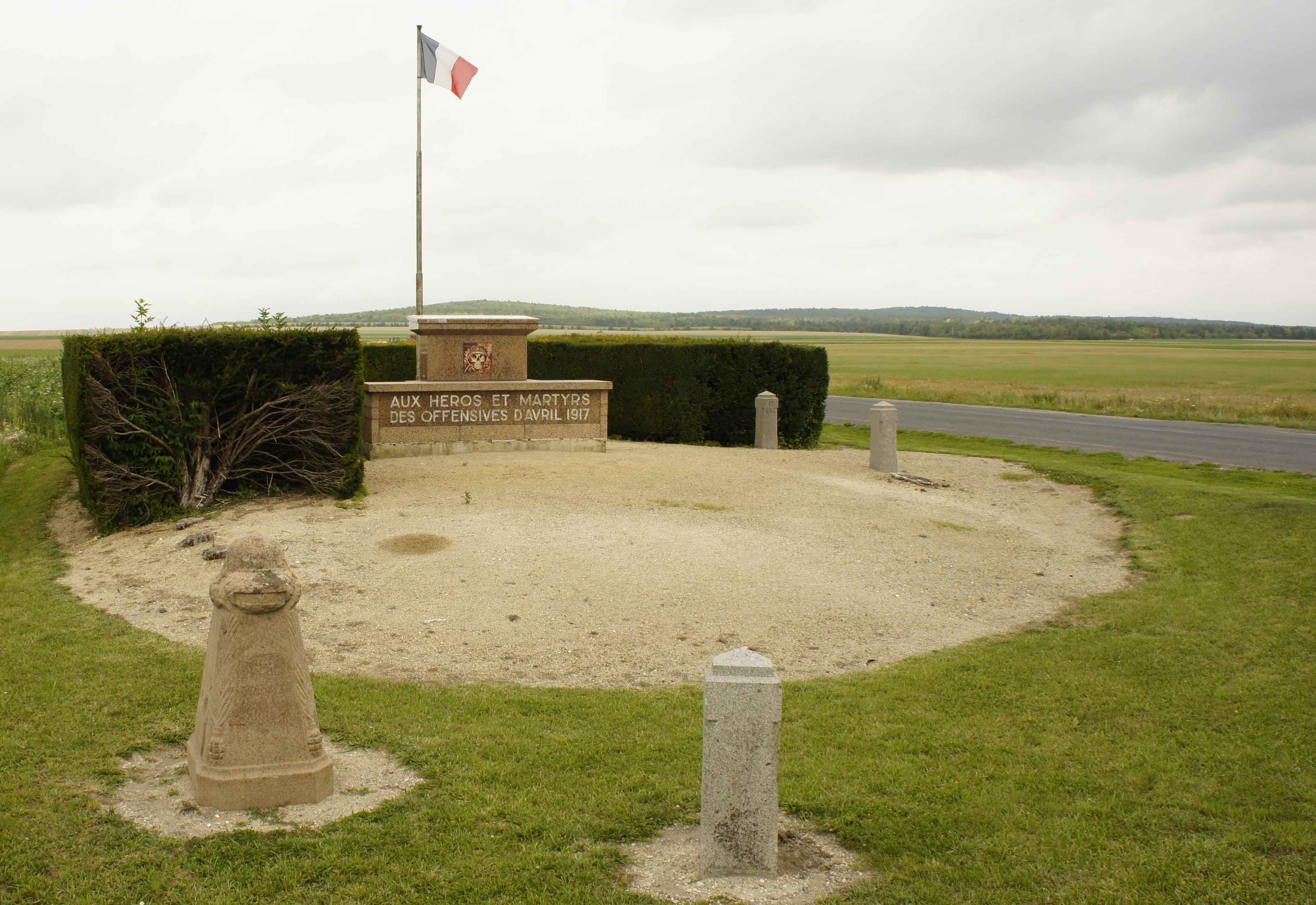
Mémorial à la VIIIe armée pour sa participation aux offensives d'avril 1917, il se situe sur la Voie de la Liberté entre Prunay et Prosnes.

#### Opérations

##### 1914
- 22 octobre - Constitution du D.A.B. (Détachement d'Armée de Belgique) au cours de la bataille de l'Yser
- 30 octobre au 15 novembre - Engagement dans la bataille d’Ypres
- 15 novembre - Stabilisatlon sur le front Messines, Hollebeke, Wallemolen, Lange-marck, Caeskerke
- 17 au 24 décembre - Attaques au Cabaret Kortekeer, à Blxschoote et Nieuport

##### 1915
- 11 mars - Constitution du D.A.L. (Détachement d'Armée de Lorraine) qui occupe le secteur de la Chapelotte (VIle armée) à Pont-à-Mousson (1re armée)
- 17 avril - La limite droite du secteur occupé par le D.A.B. est ramenée  à la route Ypres, Poelcapelle
- 22 avril - Violente attaque allemande par les gaz dans la région de Steenstraate.

##### 1916
- 26 octobre - Les limites gauches du secteur occupé par le D.A.L sont portées à l’étang de Vargévaux (IIe armée)

##### 1918
- 5 janvier - Les limites gauches du secteur occupé par le D.A.L sont ramenées jusqu’à Clémery (Ire armée)
- 26 mars - Les limites gauches du secteur occupé par le D.A.L sont reportées jusque vers Dompcevrin
- 27 mai - Les limites gauches du secteur occupé par le D.A.L sont ramenées à l’étang de Vargévaux
- 30 août - Par l’introduction de la Ire armée américaine, la limite est : région de Port-sur-Seille
- Décembre - Occupation du Palatinat

## Seconde Guerre mondiale

### Les chefs de la8eArmée
- 2 septembre 1939 : Général Garchery
- 21 mai - 23 juin 1940 : Général Laure

### Composition à la mobilisation
- Groupes de bataillons de chars 506 et 516[1]
  - 16e bataillon de chars de combat (Renault R35)
  - 36e bataillon de chars de combat (Char Renault FT)
  - 17e bataillon de chars de combat (R 35)
  - 18e bataillon de chars de combat (FT)
- 7e corps d'armée[2]
  - 13e division d'infanterie (détachée du GQG)
  - 27e division d'infanterie
  - 2e brigade de spahis : 7e RSA et 9e RSA
- 13e corps d'armée[2]
  - 54e division d'infanterie
  - 104e division d'infanterie de forteresse
  - 105e division d'infanterie de forteresse
  - Secteur fortifié de Mulhouse
  - Secteur fortifié de Colmar
- 44e corps d'armée de forteresse[2]
  - 67e division d'infanterie
  - Secteur fortifié d'Altkirch
  - Secteur fortifié de Montbéliard
  - Défense de Belfort
- Détachée du GQG : 19e division d'infanterie[3]

En date du 20 mai 1940, dans une convention militaire française, secrète, avec la Suisse, le général Prételat fait allusion au détachement formé par les 13e, 27e division d'infanterie et la 2e brigade de Spahis du 7e corps de la 8e armée chargé de prendre contact avec l'aile gauche de l'armée suisse, vers Bâle dans la trouée de Gempen.